# ランウェイで笑って
『ランウェイで笑って』（ランウェイでわらって、英題：Smile at the Runway）は、猪ノ谷言葉による日本の少年漫画。ファッションを題材としており、ファッションデザイナーを志望する少年と、低身長ながらもトップモデルを目指す少女の姿を描く。
本作は作者の連載デビュー作であり、『週刊少年マガジン』（講談社）にて、2017年26号から2021年33号にかけて連載された。2021年8月時点でシリーズ累計発行部数は370万部を突破している。
メディアミックスも行われており、2020年1月から3月まで本作を原作としたテレビアニメが放送された。

## あらすじ
プロローグ
モデル事務所「ミルネージュ」の社長令嬢・藤戸千雪は、ミルネージュのモデルになってパリ・コレクションに出演することを目指しているが、身長に恵まれず、事務所のオーディションを突破できずにいた。高校3年生の春、千雪は、同級生の都村育人がファッションデザイナーを志望していることを知る。オーディションに合格するために「自分に似合う服」が必要と考えた千雪は、育人に服の制作を依頼する。そして、育人が作った服を着て再びオーディションに臨み、契約を勝ち取る。
東京コレクション編
育人は生家の貧しさから夢を諦めようとしていたが、千雪の父親でミルネージュの社長 藤戸研二に才能を評価され、柳田一というデザイナーの下で働くことになる。しかし専門学校に通っていないため基礎が出来ておらず、些細なミスをしたことから初日でクビになりかけてしまう。
育人が柳田の下で働き始めた翌日、東京コレクションが開催される。柳田もこのコレクションに参加するが、モデルに欠員が出るというトラブルに見舞われる。この事態に千雪が代役のモデルを務めることになり、育人は柳田から、千雪に合わせて服を直すよう指示される。育人はこれに応え、柳田も成功を収める。
芸華大ファッションショー編
東京コレクション終了後、服飾芸華大学という服飾大学の学生が2人、柳田のチームに加わる。1人はデザイナー志望のモデル・長谷川心、もう1人は大学随一の実力者・綾野遠だった。服飾芸華大学は秋にファッションショーを開催しており、そのショーに外部生も参加できると知った育人はショーにエントリーする。
一方、心のマネージャーである五十嵐は、トップモデルを目指せるだけの才能がある心が「デザイナーを志していること」を快く思わず、資金難に苦しむ育人に「心の夢を諦めさせることができたら資金を援助する」と持ちかける。マネージャーの暗躍を知った心は、千雪をモデルに起用した上でショーのグランプリを取り、マネージャーに自分の夢を認めさせることを決意する。
ファッションショー当日、育人は遠に勝つことを目指すが及ばず、敗れる。その遠もグランプリを辞退したため、ショーのグランプリは心が手にすることとなった。心はモデルを辞めて本格的にデザイナーへの道を歩き始め、また千雪も、ショーでのウォーキングを評価されて雑誌の専属モデルに抜擢された。
Aphro I dite 編
季節は巡り、冬、柳田は国内最高峰のファッションブランド・「Aphro I dite」のデザイナーに転身する。一方、育人は高校卒業後の進路に迷っていたが、最終的に就職を選択し、春からAphro I diteの社員として働き始める。入社後、育人は再び柳田のチームの一員となり、柳田が開催したファッションショーを成功に導く活躍を見せる。このことが認められ、育人は、若者向けの衣装を作るセカンドライン・「novice」のチーフデザイナーに昇進する。

## 登場人物
「声」は、本作を原作としたテレビアニメにおける声優。

### 主人公とヒロイン
都村 育人（つむら いくと）
声 - 花江夏樹、村井美里（幼い育人）、篠原侑（幼少期）
本作の主人公。おかっぱ頭がトレードマークのファッションデザイナー志望の少年。母子家庭の長男で、ほのか（声 - 石川由依）・葵（声 - 山村響）・いち花（声 - 赤尾ひかる）という3人の妹がいる。
服作りが好きで、幼いころから家族をはじめとした周囲の人間のために服を作っていた。才能があり、特にパタンナーとして極めて高い資質を有している。他方で生家は貧しく、母親の百合子（声 - 桑島法子）が入院するなど、金銭面で苦境に立たされており、それが理由でデザイナーの夢を諦めかけることもしばしばある。
高校3年生の春に千雪と知り合ったことがきっかけでファッションブランド「HAZIME YANAGIDA」の一員となり、非凡な才能を発揮。縁あって服飾芸華大学のファッションショーに外部生として参加したことで本格的にデザイナーを志す。高校卒業後はファッションブランド「Aphro I dite」にインターンから入社した。
柳田がデザイナーを務めるfigureでパタンナーとしての経験を積み、noviceのチーフデザイナーに抜擢される。そこで美依、花丘と新作バッグ「CALACURI」を開発し東京ガールズコレクションで成功を収めた後、Aphro I diteの全ラインが集まる合同展示会で売り上げ1位を記録。この成果をもってAphro I diteを退職し、美依、花丘、心と共に自らのブランド「EGAO」を立ち上げた。
藤戸 千雪（ふじと ちゆき）
声 - 花守ゆみり
本作のヒロイン。モデル事務所「ミルネージュ」の社長・藤戸研二の娘で、「ミルネージュのモデルとしてパリ・コレクションに出演する」という夢を抱いている。
ルックスとスタイルは良いが、身長は158センチメートルとショーモデルとしては致命的なほどに小柄である。身長の低さが影響して仕事面では不遇な目に遭うこともしばしばだが、ウォーキングの技術については高く評価されており、時折トップモデルですら霞むほどのオーラを見せつけることがある。また、負けん気が強い上に諦めも悪く、その在り方は育人をはじめとした周囲の人間にも影響を与えている。
高校卒業後はファッション誌専属のモデルとなり、タレントや女優としても幅広く活躍。育人とは親友や戦友のような間柄であるが異性として好意を持っているようで、共演した芸能人からアプローチを受けても断り続けている。

### 主要人物
長谷川 心（はせがわ こころ）
声 - 茅野愛衣
服飾芸華大学の女子大生。東京コレクション終了後にHAZIME YANAGIDAに加わったスタッフの1人。
身長が181センチメートルあり、高校時代にスカウトを受けてモデル活動を始める。周りからはモデルとしての才能を高く評価されているが、本人はモデルの仕事を好きになれず、そんな折に遠の祖母と出会ったことがきっかけでデザイナーを志し、服飾芸華大学に入学した経緯を持つ。1年次の秋に開催された大学のファッションショーでグランプリを獲得したのを機にモデルを辞めパリへ留学。帰国後は遠のブランドAYANOで働き、パタンナーとしての実力を身に着けた。その後、育人が立ち上げた新ブランドEGAOに加わる。パタンナーではあるがデザインにも長けており、ゆくゆくはEGAOのセカンドデザイナーとなる可能性も示唆されている。
育人より年上だが、HAZIME YANAGIDAで先に働いていた育人のことを「先輩」と呼んで慕っており、後に彼に恋していることを自覚する。千雪とは折り合いが悪かったが、前述のファッションショーでの共闘を経て和解し良き友人となった。
柳田 一（やなぎだ はじめ）
声 - 諏訪部順一
ファッションブランド「HAZIME YANAGIDA」を主宰するデザイナー。デザインの腕は確かだが、その反面、自分で服を縫うことはできない「デザイン専門」のデザイナーである。素人だった育人をプロの現場で通用するレベルに鍛え上げた師匠のような存在。傍若無人な振る舞いが目立つが不器用な優しさを持ち合わせている。
服飾芸華大学生時代、初めて扱ったミシンで指まで縫ってしまい、そこからは針が怖くて素手で針を持つことが出来ない。
建造大では当初建築について学んでいたが、建造大と芸華大のコラボによるファッションショーのランウェイを設計した際、トラブルからファッションのデザインも受け負うことになり、それがきっかけでデザイナーを志し服飾芸華大学に入り直した過去を持つ。また、独立前はミルネージュのデザイナーとして働いており、その関係で藤戸親子とも面識がある。
ミルネージュから独立後、東京コレクションで成功を収めるが、その後は知名度不足から苦戦を強いられる。この問題を解決するためAphro I diteのデザイナーとして名を売ることを決意し、一旦HAZIME YANAGIDAを畳んでAphro I diteに入社。figureのチーフデザイナーに就任すると、ニューヨークやパリでのショーを成功させ、一躍注目の若手デザイナーとなった。
figureでも育人を部下として迎え、noviceに移ってからも度々助言を送っていたが、合同展示会でnoviceに敗れたことで育人を認め正式に自分の元をクビをすると伝えた。
綾野 遠（あやの とお）
声 - 木村良平
服飾芸華大学の歴史上、随一の腕を持つデザイナー。Aphro I diteの社長・綾野麻衣の養子で、自身も在学中からAphro I diteで働いていたが、育人がAphro I diteに就職するのと同時期に独立。自身のブランドAYANOを立ち上げた。
東京コレクション終了後に育人と知り合い、彼に興味を抱いて一時的にHAZIME YANAGIDAに加わる。育人のことはパタンナーとして高く評価しているが、デザイナーとしては酷評していた。後に育人がCALACURIを生み出したことでその成長を認め、デザイナーとしての育人をライバルであると見なすようになった。
元々は外国のスラムで暮らすストリートチルドレンで、麻衣に引き取られ後継者として育てられた過去を持つ。麻衣とAphro I diteを愛し、それでいて彼女と同等以上の才能に恵まれていることから「デザイナーとして綾野麻衣を倒す」ことに執着している。麻衣に固執するあまりデザインも麻衣の模倣のようになっていた（あるいは敢えてそうしていた）が、育人をライバルと意識してからは自身の得意なデザインを展開するようになり、国内外で高い評価を得ている。

### Aphro I dite
綾野 麻衣（あやの まい）
声 - 浅野まゆみ
日本屈指のファッションデザイナーにしてファッションブランド「Aphro I dite」のCEO。遠の祖母(実際は養子なので母だが、年が離れすぎていることの照れ隠しでそのように廻りへ偽っている)である。服飾芸華大学のOG。
芸華大ファッションショーにて育人のショーを観覧し、その発想をそれなりに高く買っていた。後に育人がAphro I diteに入社するとまずはパタンナーとして経験を積ませ、デザインの未来が見えているとして異例の早さでデザイナーに抜擢した。ファッション界の重鎮だが偉ぶった態度をとらない優しい人物で、対面した育人が感動のあまり思わず拝んでしまうほど。ただし仕事に関してはかなりドライな一面を見せる。
佐久間 美依（さくま みい）
Aphro I dite noviceのチーフデザイナー。トランジスタグラマーな体型で年齢は育人と出会った時点で22歳。高名な建築家の娘でAphro I diteにもパトロンである父のコネを使って入社したと噂されている。柳田とは学生時代に家庭教師をしてもらっていたことで親交がある。靴職人を志すも挫折した苦い経験があり、Aphro I diteでも大赤字を叩くなど失敗が続いたことですっかり無気力になっていたが、育人や柳田と接するうちに仕事への情熱を取り戻した。デザインの才能は並だがコミュニケーション能力と行動力に優れており、幅広い人脈を形成する稀有な才能でnoviceを成功に導いた。その後営業職に専念するためデザイナー業を引退し、育人と共にEGAOを立ち上げた。
花丘 真白（はなおか ましろ）
Aphro I diteのパタンナー。年齢は育人より少し上で一人称は「花丘」。ファッション学校を経て育人より数か月前にインターンを始めていた。後輩である育人が先に正社員にスカウトされたことで一方的にライバル視するようになる。その後すぐに正社員に上がり、noviceでCALACURIの開発に貢献した。育人が独立することを知ると自分も誘えと直談判しパタンナーとしてEGAOに加わる。「つまらない」という理由で勝手にデザインをアレンジするなどの悪癖があるものの実力は一級品で、その大胆さが新たな発想を生み出すきっかけになることもある。女性と話すのが苦手。ちなみに初登場時は苗字が「花村」だった。

### その他
藤戸 研二（ふじと けんじ）
声 - 井上和彦
千雪の父であり、モデル事務所およびファッションブランド「ミルネージュ」の社長。育人の才能を誰よりも早く見抜き、手助けをしてくれる存在。身長に恵まれなかった千雪に対してモデルの才能がないと厳しい言葉をかけ続けていたが、それは叶わぬ夢を追い続けないようにという親心であり娘への深い愛情を抱いている。営業マンとしては非常に有能で弱小事務所であるミルネージュを守るために日々奮闘している。
成岡 雫（なるおか しずく）
声 - 折笠富美子
モデル事務所「ミルネージュ」のマネージャー。かつてパリコレクションのランウェイを歩いた経験を持つ元トップモデル。ミルネージュをクビにした後も何度も入社オーディションを受けてくる千雪を面接で冷たくはねつけていた。しかし、育人のデザインした服を着た千雪を見てわずかな可能性を見出し、千雪の再雇用を決める。
五十嵐 優（いがらし ゆう）
声 - 甲斐田裕子
モデル事務所のマネージャー。心の担当マネージャー。元モデルであり、実力では無く金の力でパリコレクションのランウェイを歩いた経験を持つ。
須東 晴香（すどう はるか）
声 - 藤林温子（MBSアナウンサー）
ミルネージュ所属の千雪の後輩モデル。芸華大ファッションショーにて育人のモデルとしてランウェイを歩いた。

## 登場用語
ミルネージュ
千雪の父・研二が社長を務めるモデル事務所。社名はフランス語で「千の雪」を意味する。アパレル産業や化粧品業界にも進出しており、柳田はデザイナーとして独立する前、ミルネージュのデザイナーを務めていた。
服飾芸華大学（ふくしょくげいかだいがく）
作中世界における、日本随一の服飾大学。学園長は高岡祥子（声 - 潘恵子）。
毎年秋に学園祭でファッションショーを開催している。グランプリに輝いた学生には豪華な副賞が与えられており、一例として、1年次の秋にグランプリになった心は、そのときの副賞を使ってパリに留学している。
Aphro I dite（アプロ アイ ディーテ）
作中世界における、日本最高峰のファッションブランド。遠の祖母・麻衣が社長を務めている。
ファーストラインに加えて、メンズ服を作る「homme」、フォルムを重視した服作りを行う「figure」、若者向けの衣装を作る「novice」という3つのセカンドラインを抱えている。

## 作風
本作はファッションを題材としており、少年漫画としては「異色の漫画」と評されている。しかし、ストーリー展開は少年漫画の王道を行くものであり、「友情」や「努力」といった要素を盛り込みながらデザイナーとモデルの成長過程が描かれている。
作者はファッションを題材に選んだ理由について問われた際、「スポーツ漫画の友情や熱い感じが好き」だと前置きした上で、スポーツと違って男女が同じ舞台で切磋琢磨できるという理由からファッションを選んだ、と答えている。一方で、ファッション業界には、ファッションに疎い読者でも目標としてイメージできる「全国大会」のようなイベントがないため、本作では序盤で育人や千雪の将来像を示し、物語のゴールをイメージさせやすくするという工夫がなされている。この他にも、本作ではファッションに興味がない人を取り込むために「ヒューマンドラマを軸にする」方針が採られており、登場人物が抱える悩みは読者にも理解できる内容にするよう注意が払われている。
他方で、ファッションやファッション業界に関する作中描写はリアリティーを追求したものになっている。専門家による監修も行われており、コミックス第7巻からはHASEGAWA KAZUYA（FUKAMI）と東京服飾専門学校が正式に協力している。

## 反響
当初は女性キャラの可愛さから大学生、20代男性に人気だったが夢へ進んでいくひたむきさから幅広い層の支持を得て、女性読者も多い。
ライターの花森リドは、ショーに出演するモデルはランウェイで笑わないと前置きした上で、「ランウェイで笑って」という本作のタイトルは「ありえない」ことを意味している、と述べている。作中では「ありえない」ことに挑む育人や千雪に対して困難が襲いかかるが、マンガ情報メディア「マンガ新聞」の編集長・駒村悠貴は、2人が困難に打ち克って成長を遂げていくさまが本作の見どころだと評している。また、ダ・ヴィンチニュースに掲載されたレビューでは、「意志あるところに道は開ける」という言葉を地で行く本作のストーリーに「胸を打たれ、時に爽快感すら感じ」る、と記されている。
ライターの飯田一史は本作を「2020年代的なマガジンらしさ」のある漫画だと言い、今どきの日本の若者は内向き、選択が保守的だと言われるがそういう社会の中で何々だから仕方ないと言い訳できるハンデを持つ人がそれを言い訳せずに高みを目指すことで読者の背中を押す漫画で、何がいいか悪いかを決めてきた人たちに対してこちらが示す価値をいかに認めさせるかの反逆反抗の物語だからこそエモく、本作は過去の少年マガジンでいくつも連載されたヤンキー漫画にも通じ、時代に逆らってオルタナティブな価値観を示しておかっぱ頭の育人も一見そう思えないかもしれないがマガジンらしさを今風に表現しているとした。
本作の舞台となったファッション業界の関係者の反応としては、ファッションジャーナリストの増田海治郎は、本作について「ファッション業界をリアルに描いていて、読み応えがある」と語っている。また、ファッションに関する情報を発信するインスタグラマー・ファッションドリーマーDは、本作に共感を覚え、2018年に本作とコラボしたファッションイベントを開催している。本作がアニメ化した際には、ブラザー工業およびブラザー販売がテレビアニメへの協賛を表明している。
作者は服飾専門学校、生地屋、コンテストへの見学もしているが、業界関係者からは突飛さも感じられ、杉野服飾大学の学生は作中のように簡単にコトが進むことはほとんどないとする意見や同大准教授の五月女由紀子も「コンテストで受賞として、デビューするのは簡単ではない」とするが「夢を見せるのも大事。学生の目標にはなるかもしれない」と、発奮の材料として期待、デザインを学ぶ人からは徹夜で作品を完成させる長時間労働は納期に追われる点が現実と同じでリアリティがあるとする。

## 書誌情報
- 猪ノ谷言葉 『ランウェイで笑って』 講談社〈講談社コミックス〉、全22巻
  1. 2017年9月15日第1刷発行（同日発売[講 1]）、ISBN 978-4-06-510130-8
  2. 2017年11月17日第1刷発行（同日発売[講 2]）、ISBN 978-4-06-510370-8
  3. 2018年1月17日第1刷発行（同日発売[講 3]）、ISBN 978-4-06-510758-4
  4. 2018年3月16日第1刷発行（同日発売[講 4]）、ISBN 978-4-06-511073-7
  5. 2018年5月17日第1刷発行（同日発売[講 5]）、ISBN 978-4-06-511413-1
  6. 2018年8月17日第1刷発行（同日発売[講 6]）、ISBN 978-4-06-511796-5
  7. 2018年10月17日第1刷発行（同日発売[講 7]）、ISBN 978-4-06-512997-5
  8. 2018年12月17日第1刷発行（同日発売[講 8]）、ISBN 978-4-06-513490-0
  9. 2019年2月15日第1刷発行（同日発売[講 9]）、ISBN 978-4-06-514129-8
  10. 2019年4月17日第1刷発行（同日発売[講 10]）、ISBN 978-4-06-514887-7
  11. 2019年7月17日第1刷発行（同日発売[講 11]）、ISBN 978-4-06-515313-0
  12. 2019年9月17日第1刷発行（同日発売[講 12]）、ISBN 978-4-06-516792-2
  13. 2019年11月15日第1刷発行（同日発売[講 13]）、ISBN 978-4-06-517360-2
  14. 2020年1月17日第1刷発行（同日発売[講 14]）、ISBN 978-4-06-517886-7
  15. 2020年3月17日第1刷発行（同日発売[講 15]）、ISBN 978-4-06-518683-1
  16. 2020年6月17日第1刷発行（同日発売[講 16]）、ISBN 978-4-06-519182-8
  17. 2020年8月17日第1刷発行（同日発売[講 17]）、ISBN 978-4-06-520447-4
  18. 2020年11月17日第1刷発行（同日発売[講 18]）、ISBN 978-4-06-521017-8
  19. 2021年1月15日第1刷発行（同日発売[講 19]）、ISBN 978-4-06-521959-1
  20. 2021年3月17日第1刷発行（同日発売[講 20]）、ISBN 978-4-06-522518-9
  21. 2021年5月17日第1刷発行（同日発売[講 21]）、ISBN 978-4-06-523141-8
  22. 2021年8月17日第1刷発行（同日発売[講 22]）、ISBN 978-4-06-524026-7

## テレビアニメ
2019年9月16日、本作のテレビアニメ化が発表された。2020年1月から3月まで毎日放送・TBS『アニメイズム』枠ほかにて放送された。
原作コミックスの9巻の73話までの内容（芸華大ファッションショー編まで）を元に、1クール12話で制作された。

### スタッフ
- 原作 - 猪ノ谷言葉
- 監督 - 長山延好[31]
- シリーズ構成 - 待田堂子[31]
- チーフディレクター - 渋谷亮介[31]
- キャラクターデザイン - 金子美咲[31]
- 総作画監督 - 金子美咲、柴田裕介（第4話以降）、中山和子
- コスチュームデザイン - 柴田裕介[31]
- プロップデザイン - 佐藤玲子[31]
- 美術監督 - 林雅巳[31]
- 背景美術 - じゃっく[31]
- 色彩設計 - 林由稀[31]
- 撮影監督 - 伊藤康行[31]
- 編集 - 岡祐司[31]
- 音響監督 - 田中亮[31]
- 音響制作 - ビットプロモーション[31]
- 音楽 - 片山修志、鈴木暁也[31]
- 音楽制作 - Team-MAX、豊田充弘
- チーフプロデューサー - 古川慎
- プロデューサー - 澤田愛理、白土美帆子、亀井博司
- アニメーションプロデューサー - 江里口武志
- アニメーション制作 - Ezo'la[31]
- 制作協力 - Studio Blanc.
- 製作 - ランウェイで笑って製作委員会（DMM pictures、講談社、MBS）

### 主題歌
「LION」
坂口有望の作詞・作曲・歌によるオープニングテーマ。編曲は江口亮。
「Ray of Light」
ジェジュンによるエンディングテーマ。作詞は矢作綾加、作曲は真空ホロウ、編曲は佐久間誠。

### 各話リスト
| 話数   | サブタイトル       | 脚本     | 絵コンテ                   | 演出                              | 作画監督                                                     | 放送日         |
| ------ | ------------------ | -------- | -------------------------- | --------------------------------- | ------------------------------------------------------------ | -------------- |
| 1着目  | これは君の物語     | 待田堂子 | 長山延好                   | 青木香奈枝                        | 杉浦久雪 江藤大気 池原百合子 櫻井拓郎 西島圭祐 Synod         | 2020年 1月11日 |
| 2着目  | プロの世界         | 待田堂子 | 長山延好                   | 青木香奈枝 田中千駿               | 杉浦久雪 江藤大気 櫻井拓郎 藤本悠希 Synod                    | 1月18日        |
| 3着目  | ランウェイで笑って | 待田堂子 | 長山延好                   | 住石亜蘭 渋谷亮介                 | 杉浦久雪 Studio EverGreen Synod                              | 1月25日        |
| 4着目  | 若き才能たち       | 上原莉恵 | 長山延好                   | 田中千駿                          | 江藤大気 杉浦久雪 Studio EverGreen Synod                     | 2月1日         |
| 5着目  | それぞれの流儀     | 森江美咲 | 渋谷亮介                   | 青木香奈枝                        | 杉浦久雪 小山菜穂 青木香奈枝 Synod Studio EverGreen          | 2月8日         |
| 6着目  | 優越感と劣等感     | 上原莉恵 | 石黒達也                   | 住石阿嵐                          | 杉浦久雪 花乃木坂円 小山菜穂 櫻井拓郎 Synod Studio EverGreen | 2月15日        |
| 7着目  | 存在感             | 森江美咲 | 松野祐                     | 住石亜蘭 渋谷亮介 青木youイチロー | 杉浦久雪 小山菜穂 櫻井拓郎 Synod Studio EverGreen            | 2月22日        |
| 8着目  | デザイナーの器     | 上原莉恵 | 渋谷亮介                   | 田中千駿                          | 小山菜穂 櫻井拓郎 Synod Studio EverGreen                     | 2月29日        |
| 9着目  | 好敵手             | 森江美咲 | 渋谷亮介 長山延好 石黒達也 | 矢野孝典 青木youイチロー          | 小山菜穂 櫻井拓郎 Synod Studio EverGreen                     | 3月7日         |
| 10着目 | 負けられない       | 待田堂子 | 長山延好 齋藤昭裕          | 青木香奈枝 渋谷亮介               | 小山菜穂 櫻井拓郎 Synod Studio EverGreen                     | 3月14日        |
| 11着目 | 約束               | 待田堂子 | 渋谷亮介                   | 田中千駿 渋谷亮介                 | 櫻井拓郎 Synod Studio EverGreen                              | 3月21日        |
| 12着目 | これは僕の物語     | 待田堂子 | 大和武蔵                   | 大和武蔵                          | Synod Studio EverGreen                                       | 3月28日        |

### 放送局
| 放送期間                | 放送時間                     | 放送局    | 対象地域       | 備考                                       |
| ----------------------- | ---------------------------- | --------- | -------------- | ------------------------------------------ |
| 2020年1月11日 - 3月28日 | 土曜 2:25 - 2:55（金曜深夜） | 毎日放送  | 近畿広域圏     | 製作局 / 『アニメイズム』B2枠              |
|                         |                              | TBSテレビ | 関東広域圏     | 『アニメイズム』B2枠                       |
| 2020年1月12日 - 3月29日 | 日曜 1:30 - 2:00（土曜深夜） | BS-TBS    | 日本全域       | BS/BS4K放送 / 『アニメイズム』B2枠         |
| 2020年1月13日 - 3月30日 | 月曜 22:30 - 23:00           | AT-X      | 日本全域       | CS放送 / リピート放送あり                  |
| 2020年1月25日 - 4月11日 | 土曜 1:55 - 2:25（金曜深夜） | 山陰放送  | 鳥取県・島根県 | 『森谷佳奈のアニ物語』枠                   |
| 2020年1月29日 - 4月15日 | 水曜 2:25 - 2:55（火曜深夜） | 静岡放送  | 静岡県         | 『アニメ6区』後半枠 / 4月15日は2話連続放送 |

| 配信開始日    | 配信時間                   | 配信サイト |
| ------------- | -------------------------- | --- |
| 2020年1月11日 | 土曜 2:55（金曜深夜） 更新 | dアニメストア U-NEXT |
| 2020年1月14日 | 火曜 2:55（月曜深夜） 更新 | Amazon Prime Video Netflix dTV FOD ひかりTV TVer MBS動画イズム ニコニコチャンネル ビデオマーケット music.jp クランクイン!ビデオ |
|               | 火曜 3:00（月曜深夜） 更新 | GYAO! |
|               | 火曜 12:00 更新            | アニメ放題 DMM.com Hulu ビデオパス J:COMオンデマンド バンダイチャンネル                                                         |
|               | 火曜 22:30 - 23:00         | ニコニコ生放送 |

| 毎日放送・TBS アニメイズム B2 | 毎日放送・TBS アニメイズム B2 | 毎日放送・TBS アニメイズム B2 |
| 前番組                        | 番組名                        | 次番組                        |
| ----------------------------- | ----------------------------- | ----------------------------- |
| 真・中華一番！                | ランウェイで笑って            | 波よ聞いてくれ                |

### BD / DVD
| 巻 | 発売日        | 収録話          | 規格品番  | 規格品番  |
| 巻 | 発売日        | 収録話          | BD        | DVD       |
| -- | ------------- | --------------- | --------- | --------- |
| 上 | 2020年3月25日 | 第1話 - 第6話   | DMPXA-110 |           |
| 1  | 2020年3月25日 | 第1話 - 第3話   |           | DMPBA-110 |
| 2  | 2020年3月25日 | 第4話 - 第6話   | DMPBA-111 |           |
| 3  | 2020年5月27日 | 第7話 - 第9話   | DMPBA-112 |           |
| 4  | 2020年5月27日 | 第10話 - 第12話 | DMPBA-113 |           |
| 下 | 2020年5月27日 | 第7話 - 第12話  | DMPXA-111 |           |